# Gymnosporia harenensis
Gymnosporia harenensis là một loài thực vật có hoa trong họ Dây gối. Loài này được (Sebsebe) Jordaan mô tả khoa học đầu tiên năm 2006.